# إقليم مورافيا-سيليزيا
إقليم مورافيا-سيليزيا (بالتشيكية:Moravskoslezský kraj) هو إقليم يقع في شمال شرق جمهورية التشيك، تبلغ مساحة الإقليم 5,445 كيلومتر مربع، فيما يبلغ عدد السكان حسب إحصاء عام 2007 نحو 1,251,883 نسمة. العاصمة الإدارية لإقليم مورافيا-سيليزيا هي مدينة أوسترافا.

## المقاطعات
يقسم الإقليم إلى 6 مقاطعات وهي:
- مقاطعة برونتال Okres Bruntál
- مقاطعة فريدك-ميستك Okres Frýdek-Místek
- مقاطعة كارفينا Okres Karviná
- مقاطعة نوفي يتشين Okres Nový Jičín
- مقاطعة أوبافا Okres Opava
- مقاطعة أوسترافا-المدينة Okres Ostrava-město

## أعلام
- يوزف بيرغر

## اقرأ أيضاً
- مورافيا
- سيليزيا